# كيم سنغ-هو
كيم سنغ-هو (الكورية: 김상호) هو لاعب كرة قدم ومدرب كرة قدم كوري جنوبي في مركز الوسط، ولد في 5 أكتوبر 1964 في كوريا الجنوبية. شارك مع منتخب كوريا الجنوبية لكرة القدم. أما مع النوادي، فقد لعب مع بوهانغ ستيلرز.

## وصلات خارجية
- كيم سنغ-هو على موقع الاتحاد الدولي (مؤرشف)  (الإنجليزية)
- كيم سنغ-هو على موقع دوري كوريا الجنوبية (الإنجليزية)
- كيم سنغ-هو على موقع قاعدة بيانات كرة القدم.إي يو (الإنجليزية)
- كيم سنغ-هو على موقع ناشيونال فوتبول تيمز (الإنجليزية)